# Aeroportul LaGrange-Callaway
Aeroportul LaGrange-Callaway (IATA: LGC, ICAO: KLGC, FAA LID: LGC) este un aeroport din Georgia, Statele Unite ale Americii ce deservește zona LaGrange⁠(d). Aeroportul a fost tranzitat în 2019 de 8 pasageri. A fost numit după zona deservită.
Situat la o altitudine de 211 m, aeroportul dispune de 2 piste.

## Infrastructură

### Piste
Aeroportul dispune de 2 piste. Pista 03/21 are suprafața de asfalt și dimensiunile 5.001 picioare × 100 picioare. Pista 13/31 are suprafața de asfalt și dimensiunile 5.599 picioare × 150 picioare. 